# Heroes in the Sky
Heroes in the Sky is een gratis MMO-spel, dat eerst in Japan en later in Korea verscheen. De game werd ontwikkeld door de Koreaanse ontwikkelaar GameUS. Het spel speelt zich af tijdens de Tweede Wereldoorlog en geeft de speler de mogelijkheid om zowel voor de geallieerden als de asmogendheden te vechten. De game draait voornamelijk om PvP, waarbij spelers van beide zijden elkaar bevechten. De speler kan door het spelen van de game in niveau stijgen.
Heroes in the Sky biedt een aantal verschillende vliegtuigen die de speler kan besturen. Zo kan er bijvoorbeeld gekozen worden uit kamikazevliegtuigen, bommenwerpers en normale jachtvliegtuigen. Zodra de speler level 15 bereikt heeft, krijgt hij de mogelijkheid om zelf geweren en bommen te maken, met materialen die hij wint tijdens gevechten. Ook is er de mogelijkheid om met deze materialen "blueprints" te maken, waarmee de speler kogelvrij glas en andere beschermende middelen kan maken.
Tijdens het spel kan op verschillende manieren tegen andere spelers worden gevochten. Zo is er bijvoorbeeld een campaign, waarbij gestreden wordt om bepaalde doelstellingen te bereiken. Ook is er de overneem-modus, waarbij spelers bepaalde gebieden over kunnen nemen. De game vindt plaats in de gebieden Noord-Afrika, Europa en Azië.

OPGELET !  spel werkt al geruime tijd niet meer, is nog wel te downloaden op steam maar de servers zijn down, onnodig dus om te downloaden en te installeren...  Jammer...